# Candido (rivista)
Il Candido è stato un settimanale umoristico, fondato nel 1945 a Milano da Giovanni Mosca (padre di Maurizio e Paolo) e Giovannino Guareschi (che ne fu anche direttore fino al 1957), edito da Angelo Rizzoli. Fu un giornale di satira politica, prevalentemente monarchico e anticomunista. La satira era rivolta alla politica italiana degli anni del dopoguerra, in particolar modo verso i comunisti italiani, verso l'Unione Sovietica e i Paesi del Patto di Varsavia.

## Storia
Erede del «Bertoldo», celebre rivista satirica degli anni trenta dello stesso editore e a cui Mosca e Guareschi avevano collaborato, il primo numero uscì nel 1945. Il «Candido» (che recava la sottotestata «Settimanale del sabato») si trovò a poter contare fin dall'inizio, fra redattori e collaboratori, su una rosa di fuoriclasse che comprendeva, oltre agli stessi Guareschi e Mosca, autori come Indro Montanelli, Leo Longanesi, Carletto Manzoni (che divenne direttore con Guareschi all'abbandono di Mosca), Walter Molino, Oreste Del Buono, Giorgio Pillon e Nino Nutrizio. Fu anche grazie a una redazione di tale qualità che la rivista ottenne un successo pressoché indiscusso. Fra i numerosi collaboratori non giornalisti, si ricordano gli umoristi Vittorio Metz e Massimo Simili, il disegnatore di fumetti e vignettista Nino Camus, lo storico Piero Operti e il giurista Giovanni Durando, che teneva la rubrica "Dei delitti e delle pene".
Il 28 dicembre 1946 apparve il primo racconto di Don Camillo, che divenne una saga ventennale in 346 puntate e 5 film conosciuta in tutto il mondo.
In occasione del referendum istituzionale del 1946 il settimanale si schierò a favore della scelta istituzionale monarchica e dei Savoia. Per le elezioni politiche del 1948 fece campagna per lo schieramento moderato. Famoso rimase lo slogan «Nel segreto della cabina elettorale Dio ti vede, Stalin no!», con cui Candido fornì un contributo alla vittoria della Democrazia Cristiana sul Fronte Democratico Popolare. Alle elezioni del 1953 Guareschi fece schierare il giornale a favore del Partito Nazionale Monarchico, lamentando una corruzione dilagante all'interno degli ambienti della DC ed un reale disinteresse per il problema spinoso di Trieste, allora ancora sotto amministrazione alleata. Scelta che venne replicata anche nel 1958 quando nonostante gli scarsi risultati, il Candido invitò a votare per i due partiti monarchici.

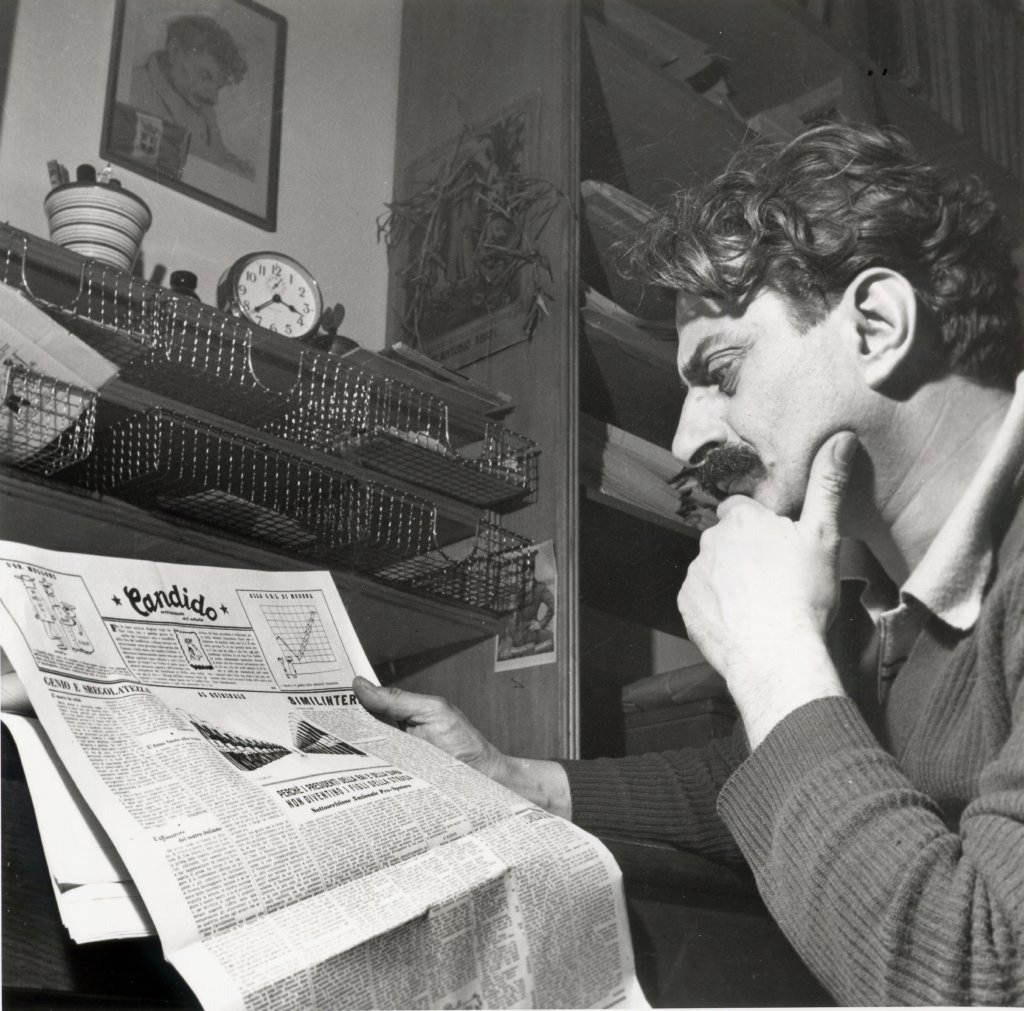
Giovannino Guareschi mentre legge il Candido (1950).

Alcune delle rubriche del Candido divennero così popolari da entrare nel parlato comune. Le rubriche che trovavano posto sul Candido erano Giro d'Italia, Lettere al postero, Visto da destra-Visto da sinistra, Nord-Sud, Il cantastorielle, Cuore epurato, Le osservazioni di uno qualunque, Il dolce stil novo, Lettere ai contemporanei e le vignette umoristiche facenti parte della serie con il tormentone (che divenne famoso) «Obbedienza cieca, pronta e assoluta: contrordine compagni!», in cui venivano sbeffeggiati i militanti comunisti i quali, soprannominati i trinariciuti, erano disegnati con una terza narice, che secondo Guareschi serviva a «far uscire il cervello da versare all'ammasso del Partito», che avrebbe pensato al loro posto.
Ottennero grande successo anche i racconti di satira politica di Mondo Piccolo (1946), che delineavano la piccola guerra tra il parroco di campagna Don Camillo e il sindaco comunista Giuseppe Bottazzi ("Peppone"). Trovò posto sul Candido anche un racconto, anch'esso a puntate, che trattava del cosa sarebbe accaduto se Hitler avesse vinto la guerra, intitolato L'ipotesi proibita.
Nel 1954 Giovannino Guareschi fu condannato per diffamazione al capo del governo Alcide De Gasperi. Deciso a non chiedere la grazia, scontò integralmente la condanna (26 maggio 1954 - 4 luglio 1955) nel carcere di Parma. A fine luglio 1955, mentre scontava la libertà vigilata a Roncole, inaugurò sul «Candido» una nuova rubrica: "Lettere dal carcere" (testatina della rubrica). Tra il 1956 e il 1957 il settimanale assunse gradualmente la veste del rotocalco. La nuova sottotestata fu «Settimanale d'attualità e politica». Il 10 novembre 1957 (n. 45) Guareschi lasciò la direzione ad Alessandro Minardi, pur continuando a scrivere come collaboratore della rivista. 
Nel 1961 l'editore Angelo Rizzoli chiuse il settimanale per un diverbio con Guareschi. In quell'anno era uscito il quarto film della famosa saga di don Camillo: Don Camillo monsignore... ma non troppo. La storia era tratta dai romanzi di Guareschi; il film era prodotto da Rizzoli. Lo scrittore sconfessò la sceneggiatura, giudicandola lontanissima dallo spirito del romanzo. Ne nacque una dura discussione con l'editore. Il dissidio non si ricompose: pertanto Guareschi decise di interrompere definitivamente la collaborazione al «Candido». Poco tempo dopo Rizzoli chiuse il settimanale.

## Il «Candido» di Pisanò
Nel 1968 Giorgio Pisanò ha fondato un settimanale dallo stesso nome. Il primo numero della nuova serie esce il 27 luglio. Contiene una lettera di Giovannino Guareschi, redatta pochi giorni prima della sua morte, avvenuta il 22 luglio. Il direttore la pubblica come omaggio al padre storico. Riprende la sottotestata originale, «Settimanale del sabato», nel segno della continuità. Affiancano Pisanò due giornalisti esperti, Carletto Manzoni e Vittorio Metz, entrambi già collaboratori della rivista negli anni cinquanta. Vi è anche una nutrita schiera di nuovi vignettisti. Tra essi: Bustreo, Zatta e Mirko Amadeo.
La struttura della rivista è legata al Candido delle origini: predominano le rubriche di satira (“I pensieri di Metz”, “Giro d'Italia”, “Aria di Roma”, “Visto da sinistra e visto da destra” e “Telescherno”). Giorgio Pisanò si occupa dell'attualità, pubblicando sul settimanale le sue ricostruzioni storiche. Candido si occupa di diversi scandali e vicende di corruzione politica-amministrativa-finanziaria: ANAS (Azienda Nazionale Autonoma delle Strade), Italcasse, SIR (Società Italiana Resine), quello seguito al terremoto del Belice (1968), quello dei petroli.
Quando nel 1970 scoppia la rivolta di Reggio Calabria, il direttore si reca sul posto. Entra in contatto con il regista e produttore cinematografico Morris Ergas, che lo informa sulle manovre speculative realizzate dal ministro dei Lavori pubblici, il calabrese Giacomo Mancini, dirigente del Partito Socialista, per la realizzazione dell'Autostrada Salerno-Reggio Calabria. Sulla base delle notizie raccolte e di vari documenti, Candido inizia una campagna di stampa accusatoria, che continua senza interruzioni fino al 1971. Lo slogan è «Mancini è un ladro». Entro l'anno la diffusione della rivista passa da ventimila a centoventimila copie.
Nel 1972 Pisanò si candida con il Movimento sociale-Destra nazionale, venendo eletto. La rivista abbandona la veste satirica (poco consona con il nuovo ruolo di organo ufficioso del suo direttore) mentre continuano le campagne anticorruzione partitocratica (dopo Mancini, la speculazione edilizia sul litorale di Rimini, la truffa ai danni delle vittime dell'alluvione del Biellese, la speculazione nel parco nazionale d'Abruzzo).
Nello stesso anno si registra il primo attentato contro la sede del periodico. All'alba del 2 settembre 1972 vengono fatti saltare gli impianti produttivi e la sede rimane inagibile per mesi. Nel maggio 1974 «Candido» subisce l'attacco da parte di un corteo antifascista e nel febbraio 1978 la sede viene nuovamente distrutta con bombe molotov.
Mentre la stampa nazionale discute di “trame nere” e rifiuta ancora di accettare l'esistenza del terrorismo rosso (le Brigate Rosse sono sedicenti) nel 1974 «Candido» inaugura la nuova rubrica “Stupidario Stampa”, in cui vengono evidenziate le false notizie diffuse dai giornali a grande tiratura. Nello stesso anno Pisanò (all'epoca senatore MSI da due anni), pubblica un articolo che presenta Silvano Girotto, detto "Frate Mitra", come un religioso comunista a conoscenza dei segreti delle Brigate Rosse, quindi in grado di fornire un contributo utile alla salvezza del magistrato Mario Sossi, in quei giorni ostaggio dei brigatisti. Pochi mesi dopo, grazie a Girotto, Renato Curcio e Alberto Franceschini furono arrestati dai carabinieri di Carlo Alberto dalla Chiesa.
Per un anno, il 1979-80, appare una rubrica interamente dedicata alla rassegna delle nuove idee che vengono da oltralpe. “Il movimento delle idee” passa in rassegna i dibattiti che animano gli ambienti conservatori europei. Curatore della rubrica è l'intellettuale francese Alain de Benoist. «Candido» conduce molte altre campagne giornalistiche. In particolare nel 1980 è particolarmente virulenta quella indirizzata a dimostrare che dietro la figura di Aldo Moro vi era un intreccio di interessi di personaggi non sempre limpidi legati al caso Lockheed.
Sempre diretta da  Giorgio Pisanò, con Guido Giraudo vicedirettore, nel 1980 la rivista assume il nome di «Candido nuovo». Nel 1986, la rivista "torna finalmente nelle edicole dopo tre anni di silenzio, interrotto solo da pochi numeri usciti per le elezioni politiche del 1983 e quelle europee del 1984. E torna per restarci, sia pure, per ora, con una frequenza quindicinale (il 15 e il 30 di ogni mese) in attesa che maturino le condizioni per una ripresa settimanale". Il primo numero di questa nuova serie del quindicinale è titolato «Candido»; diretto da Giorgio Pisanò, con Bartolomeo Zanenga come vicedirettore, è datato 30 gennaio -15 marzo 1986.

## Pubblicazioni successive
Nel 2009 Giovanni Mosca, nipote dell'omonimo fondatore del Candido, ha fondato un foglio settimanale satirico intitolato Il Candido.net, che ha trovato pubblicazione sul quotidiano Libero di Vittorio Feltri.
Nel 2014 la casa editrice «Pagine» di Luciano Lucarini riedita la testata con periodicità mensile, affidandone la direzione al giornalista e disegnatore satirico Alessio Di Mauro che viene affiancato da Egidio Bandini in qualità di condirettore. 
La nuova edizione di "Candido" si presenta con un formato e una grafica molto fedeli a quelle delle origini. Persino molte delle rubriche storiche del giornale, come Giro d'Italia e Visto da destra-Visto da sinistra, vengono riattualizzate e riproposte. Tra i collaboratori di punta del nuovo "Candido" si segnalano i disegnatori Walter Leoni, Mauro Modenese, Maurizio Maluta e Panif; i giornalisti Francesco Borgonovo, Riccardo Paradisi e Giovanni Vasso; il giornalista e scrittore Ottavio Cappellani e il comico Enrico Beruschi.